# یخ‌ماهیان تمساحی
یخ‌ماهیان تمساحی (نام علمی: Channichthyidae) نام یک تیره از زیرراسته یخ‌ماهی است.